# Eirol
Eirol est une ancienne paroisse civile portugaise (en portugais : freguesia) de la municipalité d'Aveiro et du district du même nom.
La loi no 11-A/2013 du 28 janvier 2013, portant réorganisation administrative du territoire des freguesias, fusionne Eirol avec la paroisse voisine d'Eixo pour former Eixo e Eirol (dont le siège est à Eixo).